# Nombre de Karlovitz
Le nombre de Karlovitz {\displaystyle (Ka)} est un nombre sans dimension utilisé en mécanique des fluides pour traiter des problèmes de combustion turbulente. Il représente le rapport entre le temps chimique et le temps de Kolmogorov,.
On le définit de la manière suivante :
{\displaystyle Ka={\frac {\tau _{L}}{\tau _{K}}}={\frac {\delta _{L}}{v_{L}}}\left({\frac {\nu }{\epsilon }}\right)^{-0{,}5}}
avec :
- τL - temps chimique
- τK - temps de Kolmogorov
- δL - épaisseur de la flamme en régime laminaire
- vL - vitesse de propagation du front de flamme
- ν - viscosité cinématique
- ε - puissance de dissipation par unité de masse

La vitesse de propagation du front de flamme est définie de la manière suivante :
{\displaystyle v_{L}=\left({\frac {\alpha }{\tau }}\right)^{0{,}5}}
avec :
- α - diffusivité thermique
- τ - temps de réaction  {\displaystyle \tau ={\frac {1}{k}}=\left(k_{\mathcal {1}}\mathrm {\,} e^{\frac {-E_{a}}{R\,T}}\right)^{-1}}

Cette vitesse est définie selon le modèle de Zeldovich pour la propagation de la flamme en régime laminaire.